# لوبیاپلو
لوبیاپلو یا استانبولی‌پلو یک پلو ایرانی است که با برنج، لوبیا سبز، گوشت قرمز چرخ کرده، رب گوجه‌فرنگی و ادویه‌جات پخته می‌شود.
لوبیا پلو گاهی همراه با سالاد شیرازی یا ماست و خیار، خورده می‌شود. لوبیا پلو را بدون گوشت چرخی و با مرغ هم می‌توان طبخ کرد.

## اصالت
لوبیا پلو، قدمتی دیرینه در تاریخ آشپزی ایرانی دارد. این غذا از دوران باستان در ایران پخته می‌شده و در سفره پادشاهان و مردم عادی جایگاه ویژه‌ای داشته است. لوبیا پلو به دلیل ارزش غذایی بالا و طعم لذیذش، همیشه مورد استقبال ایرانیان بوده است.

## روش پخت
برنج و مواد لوبیا پلو را مخلوط کرده، داخل قابلمه بریزید. در همین حین که لایه‌لایه مایه لوبیا پلو را اضافه می‌کنید، از ادویه پلویی و زعفران دم شده هم در هر لایه استفاده کنید. مقداری بسیار کم روغن لابه‌لای برنج فراموش نشود. در پایان، در قابلمه را ببندید تا برنج دم بکشد.

### لوبیا پلو بدون گوشت
لوبیاها را شسته و خرد کرده و با مقدار کمی آب می‌پزند. سپس به همراه پیاز تفت داده تا کمی سرخ شوند. ادویه و زردچوبه و رب گوجه و گوجه را افزوده و مایه پلو را آماده می‌کنند. سپس این مواد را لابلای پلو گذاشته و دم می‌دهند.

## کالری و ارزش غذایی
به‌طور متوسط هر قاشق غذاخوری لوبیاپلو حدود ۳۰ کیلوکالری انرژی دارد. کالری لوبیاپلو برحسب میزان محتویات داخل پلو و روغن مصرف شده می‌تواند متغیر باشد.

## نگارخانه
- مواد لوبیا پلو پیش از افزودن به برنج
- استانبولی‌پلو بدون گوشت چرخی همراه با ماست
- یک بشقاب لوبیاپلو همراه با ته‌دیگ